# Der Cowboy von San Antone
Der Cowboy von San Antone (Originaltitel:  San Antone) ist ein US-amerikanischer Western aus dem Jahr 1953 von Joseph Kane mit Rod Cameron und Arleen Whelan in den Hauptrollen. Das Drehbuch basiert auf dem Roman The Golden Herd von Curt Carroll.

## Handlung
1861 reitet Lieutenant Culver, ein neuer Offizier der konföderierten Armee, zur Allerby-Plantage in der Nähe von San Antonio in Texas, um Julia Allerby einen Heiratsantrag zu machen. Julia akzeptiert, aber als sie Chino Figueroa auf sich zukommen sieht, rennt sie los, um ihn heimlich zu treffen. Chino, dessen Familie einst das Land rund um die Plantage besaß, jetzt aber für die Allerbys arbeitet, informiert Julia, dass er und seine Familie nach Mexiko aufbrechen, um mit Benito Juárez zu kämpfen. Entschlossen, die Figueroas als ihre Diener zu behalten, provoziert Julia Chino auf verführerische Weise dazu, sie zu küssen, und behauptet dann, er habe sie angegriffen. Trotz der Bemühungen von Colonel Allerby, Julias Vater, einzugreifen, bildet sich schnell ein Lynchmob. Bevor der Lynchmord jedoch durchgeführt werden kann, stoppt der wohlhabende Viehzüchter Carl Miller den Mob mit vorgehaltener Waffe. 
Carl, Chinos bester Freund, hat die Gegend vor drei Jahren als armer Mann verlassen und ist zurückgekehrt, um Geschäfte mit den Konföderierten zu machen. Obwohl Carl nicht glaubt, dass es tatsächlich zu einem Krieg kommen könnte, hat er sich bereit erklärt, im Auftrag der Konföderation einen Viehtrieb durchzuführen. Culver ist kampfbereit und empört, als er erfährt, dass ihm die Aufgabe übertragen wurde, eine Schwadron zur Unterstützung des Viehtriebes anzuführen. Um die Sache noch schlimmer zu machen, wird Carl, obwohl er Zivilist ist, der Mann sein, der das Sagen hat. Als Carl Julia für ihr Verhalten gegenüber Chino kritisiert, versucht sie ihn zu verführen, doch er gibt ihr eine Ohrfeige. Aus Rache will sie ihn von Culver töten lassen. Carl stattet den Figueroas einen Besuch ab, bevor sie nach Mexiko aufbrechen. Er und Chinos Schwester Mistania bekräftigen ihre Liebe zueinander. Danach erfährt Carl, dass sein Vater, ein deutscher Einwanderer, für die Dauer des Krieges in Germantown bleiben wird. Von Beginn des Viehtriebs an geraten Culver und Carl miteinander in Konflikt, weil Culver es ärgert, dass er sich nicht mitten in einer Schlacht befindet. Drei Wochen nach Beginn des Viehtriebs führt Carl die Männer und das Vieh durch einen Pass. Da er erwartet, dass der Pass von Unionssoldaten überfallen wird, weist er die Männer an, nachts zu reiten. Sobald die Männer unter Beschuss geraten, desertiert Culver. Da Carls Truppen unterlegen sind, werden sie von Unionssoldaten gefangen genommen. Obwohl er Zivilist ist, gerät auch Carl in Gefangenschaft. 
Nach Kriegsende beschließt eine Gruppe ehemaliger konföderierter Soldaten unter der Führung von General Shelby, den Franzosen ihre Dienste im Kampf gegen Juárez anzubieten. Als Carl nach San Antonio zurückkehrt, trifft er Bob Coolidge, Dobe Frakus und Jim Dane, drei der Männer, die ihn auf dem Viehtrieb begleitet haben. Sie verpflichten sich, für den Viehbaron John Chisum Wildvieh zusammenzutreiben und auf den Markt zu bringen. Carl macht sich auf die Suche nach seinem Vater und findet in der Hütte seines Vaters Mistania vor, die auf ihn wartet. Sie informiert ihn, dass Chino eine von Culver angeführte Gruppe von Plünderern gefangen genommen hat und sie als Lösegeld festhält. Carl erfährt von Julia, dass Culver seinen Vater bei einem Überfall auf Germantown getötet hat. Carl schwört Rache und beschließt, die Männer, die Chino festhält, freizukaufen. Julia fleht Carl an, sie mitzunehmen, aber er weigert sich, da er weiß, wie sehr Chino sie hasst. Zusammen mit Bob, Dobe, Jim und Mistania treibt Carl das für die Freilassung der Amerikaner nötige Vieh zusammen und macht sich auf den Weg nach Mexiko. Julia schafft es, die Grenze zu überqueren, und als Carl und Mistania sie in einer Cantina treffen, willigt Carl ein, sie bis nach Monterrey zu bringen, wo sie möglicherweise eine Eskorte zurück in die Staaten finden kann. Seine Pläne ändern sich jedoch, als er erfährt, dass Monterrey in die Hände der Franzosen gefallen ist. 
Um die Stadt zu umgehen, muss die Herde durch feindliches Apache-Territorium ziehen. Um den Kontakt mit den Indianern zu vermeiden, führt Mistania die Gruppe durch wasserloses Gebiet. Julia verhält sich gegenüber Carl weiterhin verführerisch, und, obwohl ihre List keine Wirkung auf ihn hat, weckt sie Mistanias Eifersucht. Als sie endlich das Wasserloch erreichen, stellen sie fest, dass es vergiftet ist und begeben sich weiter in das Gebiet der Apachen. In der Nacht schlagen sie erfolgreich einen Gruppe Indianer zurück. Julia weiß, dass die Apachen zurückkehren werden, gesteht Carl ihre Liebe und schlägt vor, dass sie die anderen verlassen und sich selbst retten. Carl weist Julia erneut ab und bereitet sich auf den Kampf vor. Am Morgen trifft ein Trupp Apachenkrieger ein und es kommt zu einem erbitterten Kampf. Die Gruppe wird durch die Ankunft einiger von Chinos Männern gerettet, die das Vieh entdeckt haben. In Chinos Lager kämpft Carl gegen Culver, beschließt jedoch, ihn nicht zu töten. Als er erfährt, dass die Franzosen Shelbys Angebot militärischer Hilfe abgelehnt haben, schickt er Culver mit Julia zurück über die Grenze, sicher, dass die beiden sich gegenseitig bestrafen werden. Carl und Mistania umarmen sich.

## Hintergrund
Gedreht wurde der Film von Mitte bis Ende Oktober 1952 im Red Rock Canyon State Park,  in den Vasquez Rocks sowie in den Republic-Studios in North Hollywood.
John McCarthy Jr. und Charles S. Thompson waren für das Szenenbild zuständig, Adele Palmer für die Kostüme. Die Brüder Theodoreq und Howard Lydecker schufen die Spezialeffekte. 

## Veröffentlichung
Die Premiere des Films fand am 15. Februar 1953 statt. In der Bundesrepublik Deutschland kam er am 27. Juli 1954 in die Kinos.

## Kritiken
Der Kritiker des TV Guide notierte, obwohl die Action-Sequenzen gut umgesetzt und mit Energie inszeniert seien, ziehen sich die erläuternden Passagen in die Länge. Die Schauspieler spielen ihre Rollen ganz passabel, obwohl Whelan, als Tuckers Geliebte, ihre Rolle übertreibe.
Das Lexikon des internationalen Films schrieb: „Liebesintrigen und rohe Gewalt in einem langatmigen Routine-Western.“